# Al-Yaqubi
ʾAbū l-ʿAbbās ʾAḥmad bin ʾAbī Yaʿqūb bin Ǧaʿfar bin Wahb bin Waḍīḥ al-Yaʿqūbī, vanligen omnämnd med endast nisban al-Yaqubi (arabiska: اليعقوبي), död 897 i Egypten, var en arabisk, muslimsk geograf och kanske den första historikern av världskultur i det abbasidiska kalifatet.
Till år 873 levde al-Yaqubi i Armenien och Khorasan, varefter han reste till Indien och senare till Nordafrika.